# A Day in the Life
"A Day in the Life" er en sang af det engelske rockband The Beatles, der blev udgivet som det sidste nummer på deres 1967-album Sgt. Pepper's Lonely Hearts Club Band. Til trods for at nummeret er tilskrevet Lennon–McCartney, var versene hovedsageligt skrevet af John Lennon, mens Paul McCartney primært bidrog til sangens midterste del. Det betragtes bredt som et af de fineste og vigtigste værker i populærmusikhistorien. Blandt andet udråbt som Beatles' bedste sang af tidskriftet Rolling Stone.
Lennons tekster var primært inspireret af datidige avisartikler, herunder en beretning om Guinness-arvingen Tara Brownes død. Optagelsen inkluderer to passager med orkestrale glissandoer, der til dels blev improviseret i avantgardestilen. I sangens midtersegment mindes McCartney sine yngre år, som bestod af at køre med bussen, ryge, og gå i skole. Efter det andet crescendo ender sangen med en akkord, der spilles på flere keyboards og holdes i over fyrre sekunder.
En velkendt narkotikareference i linjen "I'd love to turn you on" resulterede i, at sangen oprindeligt blev forbudt afspillet på BBC. Den afsluttende akkord er en af de mest berømte i musikhistorien. Sangen inspirerede oprettelsen af Deep Note, lydvaremærket for THX-filmselskabet. Jeff Beck, Barry Gibb, Fallet og Phish er blandt de kunstnere, der har lavet covernumre af sangen.

## Baggrund
John Lennon skrev melodien og de fleste af teksterne til versene af "A Day in the Life" i midten af januar 1967. Kort efter præsenterede han sangen til Paul McCartney, der bidrog med broen. I et interview i 1970 omtale Lennon deres samarbejde om sangen:
 Paul and I were definitely working together, especially on "A Day in the Life" ... The way we wrote a lot of the time: you'd write the good bit, the part that was easy, like "I read the news today" or whatever it was, then when you got stuck or whenever it got hard, instead of carrying on, you just drop it; then we would meet each other, and I would sing half, and he would be inspired to write the next bit and vice versa. He was a bit shy about it because I think he thought it's already a good song ... So we were doing it in his room with the piano. He said "Should we do this?" "Yeah, let's do that."

Ifølge forfatter Ian MacDonald blev A Day in the Life stærkt præget af Lennons LSD-inspirerede åbenbaringer, idet sangen "concerned 'reality' only to the extent that this had been revealed by LSD to be largely in the eye of the beholder". Efter længe at have modstået Lennon og George Harrisons insisteren på, at han ville slutte sig til dem og Ringo Starr og prøve LSD, tog McCartney stoffet for første gang i slutningen af 1966. Denne oplevelse bidrog til Beatles' villighed til at eksperimentere på Sgt. Pepper og til Lennon og McCartneys tilbagevenden til et samarbejdsniveau, der havde været fraværende i flere år.

## Sangtekster

### Tara Browne
Musikkritiker Tim Riley siger, at Lennon i A Day in the Life bruger det samme lyriske apparat, der blev introduceret i Strawberry Fields Forever, hvorved fri-formetekst giver mulighed for en større ytringsfrihed og skaber en "overnaturlig ro". Ifølge Lennon var inspirationen til de to første vers dødsfaldet af Tara Browne, den 21-årige arving til Guinness-formuen, der forulykkede sin bil den 18. december 1966. Browne var en ven af Lennon og McCartney, og havde overtalt McCartney til hans første forsøg med LSD. Lennon tilpassede sangens verselinjer fra en historie i avisen Daily Mail, fra den 17. januar 1967, som rapporterede om afgørelsen om en forældremyndighedshandling over Brownes to små børn.
Under en skrivesession i McCartneys hus i det nordlige London finjusterede Lennon og McCartney sangteksterne ved hjælp af en tilgang, som forfatter Howard Sounes sammenlignede med den udskårne teknik, der blev populariseret af William Burroughs.  "Jeg kopierede ikke ulykken," sagde Lennon. ”Tara 'sprang' ikke 'hans sind ud', men det var i mit hoved, da jeg skrev dét vers. Detaljerne om ulykken i sangen –  ikke at lægge mærke til trafiklysende og [ikke at ænse] menneskemængden, der samledes ved ulykkesstedet –  var på samme måde en del af den fiktion, [jeg skrev]." McCartney uddybede om emnet: "Verset om politikeren, der 'sprang hans sind ud' i sin bil, skrev vi sammen. Det er [senere] blevet tilskrevet Tara Browne, Guiness-arvingen, hvilket jeg ikke tror er tilfældet; jeg tiltænkte det bestemt ikke Tara, da vi skrev det, [men] det var måske sådan i Johns hoved. I mit hoved forestillede jeg mig en politiker, der var bombet ud på stoffer, der havde stoppet ved nogle trafiklys og ikke bemærkede, at lysene var skiftet. 'Sprang hans sind' var udelukkende en reference til naroktika, [og det havde] intet at gøre med et trafikuheld."

### "4.000 huller"
Sangens sidste vers, der også var skrevet af Lennon, var inspireret af en Far & Near nyhed fra samme 17. januar-udgave af avisen Daily Mail, der havde inspireret de to første vers. Under overskriften "Hullerne i vores veje" erklærede nyheden: "Ifølge en undersøgelse er der 4.000 huller i vejen i Blackburn, Lancashire, eller en seksogtyvendedel af et hul pr. person. Hvis Blackburn er typisk, er der to millioner huller i Storbritanniens veje og 300.000 i London."
Historien var blevet solgt til Daily Mail i Manchester af Ron Kennedy fra Star News-agenturet i Blackburn. Kennedy havde bemærket en historie i lokalavisen Lancashire Evening Telegraph om vejudgravninger, og havde ved et telefonopkald til boroughets Engineer-afdeling tjekket det årlige antal huller i vejen. Lennon havde et problem med ordene i det sidste vers, men kunne ikke finde ud af, hvordan man forbinder ”Now they know how many holes it takes to” og ”the Albert Hall”. Hans ven Terry Doran foreslog, at hullerne ville "fylde" Albert Hall, og lyrikken blev til sidst brugt.

### Narko-kultur
McCartney sagde om linjen "I'd love to turn you on", som afslutter begge versafsnit: "Dette var tiden for Tim Learys 'Turn on, tune in, drop out', og vi skrev 'I'd love to turn you on'. John og jeg gav hinanden et vidende blik: "Uh-he, det er en narkotikasang. Det ved du godt, ikke?"  George Martin, Beatles' producer, kommenterede, at han havde har altid mistanke om, at linjen "found my way upstairs and had a smoke" var en narkotikareference, og huskede, hvordan Beatles ville "forsvinde og have et lille hiv", formodentligt af marihuana, men ikke foran ham. "Da [George Martin] lavede sit tv-program om [Sgt.] Pepper," huskede McCartney senere, "spurgte han mig: 'Ved du hvad der forårsagede [Sgt.] Pepper?' Jeg sagde: 'Med ét ord, George; stoffer. Pot.' Og George sagde: 'Nej, nej. Men du var ikke på det hele tiden.' Jo, det var vi. Sgt. Pepper var et narkotikaalbum." 

### Andre referencepunkter
Forfatter Neil Sinyard tilskrev linjen "The English Army had just won the war" i tredje vers til Lennons rolle i filmen How I Won the War, som han havde filmet i september og oktober 1966. Sinyard sagde: "Det er svært at tænke på [verset] uden automatisk at forbinde det med Richard Lesters film."
De midterste otte takter, som McCartney sørgede for på A Day in the Life, var et kort klaverstykke, han havde arbejdet med ved siden af A Day in the Life, med tekster om en pendler, hvis begivenhedsløse morgenrutine ender med, at han flyder ud i en drøm. McCartney havde skrevet stykket som en vemodig erindring fra sine yngre år, som omfattede at køre med bus nr. 82 til skole, ryge, og gå i skole. Dette tema - Beatles' ungdom i Liverpool - matchede det i Penny Lane (opkaldt efter gaden Penny Lane i Liverpool) og Strawberry Fields Forever (opkaldt efter børnehjemmet Strawberry Fields nær Lennons barndomshjem i Liverpool), to sange, der oprindeligt var skrevet til albummet, men i stedet blev udgivet som single på en dobbelt A-side.

## BBC-radioforbud
Sangen blev kontroversiel grundet sine formodede referencer til stoffer. Den 20. maj 1967 under BBC Light-programmets forsmag af Sgt. Pepper-albummet, blev diskjockeyen Kenny Everett forhindret i at spille A Day in the Life. BBC meddelte, at de ikke ville tillade afsplilning af sangen på BBC-kanaler grundet linjen "I'd love to turn you on", som ifølge stationen foreslog narkotikamisbrug. Andre tekster, der angiveligt henviser til stoffer, inkluderer "found my way upstairs and had a smoke / somebody spoke and I went into a dream". En talsmand for BBC sagde: "Vi har lyttet til denne sang igen og igen. Og vi har besluttet, at det ser ud til at gå lidt for langt og kunne tilskynde til en permissiv holdning til narkotikabrug."
På dette tidspunkt benægtede Lennon og McCartney, at der var narkotikareferencer i A Day in the Life og klagede offentligt over forbuddet ved et middagsselskab hjemme hos deres manager, Brian Epstein, hvor de fejrede albummets udgivelse. Lennon sagde, at sangen simpelthen handlede om "et uheld og et offer," og kaldte den pågældende linje "den mest uskyldige sætning".. McCartney sagde senere: "Dette var det eneste nummer på albummet, der blev skrevet som en bevidst provokation. En stick-that-in-your-pipe ... Men det, vi ønsker, er at vende dig mod sandheden snarere end pot." Beatles tilpassede sig alligevel med narkotikakulturen i Storbritannien ved  –  på McCartneys anmodning  –  købe en fuldsidesreklame i The Times, hvor de og Epstein, sammen med 60 andre underskrivere, fordømte loven mod hash som "umoralsk i princippet og uigennemførlig i praksis". Hertil kom  –  som han indrømmede den 19. juni til en ITN-rapporter  –  at McCartney havde gennemført et nyligt interview med Life Magazine mens han var på LSD. Beskrevet af MacDonald som en "skødesløs bekendelse" førte det til fordømmelse af McCartney i den britiske presse, hvilket mindede om skriget forårsaget af offentliggørelsen af Lennons "Mere populære end Jesus"-bemærkning i USA i 1966. BBC-forbuddet mod sangen blev til sidst ophævet den 13. marts 1972.

## Musikalsk struktur og udvikling

### Grundlæggende spor
Beatles begyndte at indspille sangen med arbejdstitlen "In the Life of  ...", i EMI's studie 2 den 19. januar 1967.  Line-up'pen, da de øvede på nummeret bestod af Lennon på klaver, McCartney på Hammondorgel, Harrison på akustisk guitar og Starr på congatrommer.  Bandet optog derefter fire takes af rytmesporet, hvor Lennon havde skiftet til akustisk guitar og McCartney til klaver, hvor Harrison nu spiller maracas.
Som en forbindelse mellem slutningen af det andet vers og starten på McCartneys otte verslinjer i midten tilføjede bandet en 24-bars bro. Først var bandet ikke sikre på, hvordan de skulle udfylde dette forbindelsesafsnit. Ved afslutningen på sessionen den 19. januar bestod overgangen af en simpel gentaget klaverakkord og stemmen fra assistenten Mal Evans, der tæller bjælkerne. Evans' stemme blev behandlet med gradvist stigende mængder af ekko. Den 24-bars bro sluttede med lyden fra et vækkeur, der blev udløst af Evans. Selvom den oprindelige hensigt var at fjerne det ringende vækkeur fra sangen, når sektionen blev udfyldt, supplerede det McCartneys stykke - som begynder med linjen "Woke up, fell out of bed" - så det blev besluttet at bevare lyden.  En anden overgang følger McCartneys sidste linje i de midterste otte takter ("I went into a dream"). Denne overgang består af vokaliserede "aah", hvilket styrker drømmeaspektet og skaber overgangen til sangens sidste vers.
Sporet blev forfinet med remixing og tilføjelse af yderligere dele den 20. januar og 3. februar.  Under sidstnævnte session optog McCartney og Starr igen deres bidrag på henholdsvis basgitar og trommer. Starr fremhævede senere sine tromme-fills på sangen som typisk for en tilgang, hvor "jeg prøver at blive et instrument; spiller stemningen, [der er] i sangen. For eksempel 'Four thousand holes in Blackburn, Lancashire,' - boom ba bom. Jeg prøver at vise det; den fornedrende stemning."  Som på nummeret Rain fra 1966 genkender musikjournalisten Ben Edmonds Starrs spil som reflekterende for hans empati med Lennons sangskrivning. Ifølge Edmonds' beskrivelse inkarnerer trommeslaget på A Day in the Life psykedelisk drift  –  mystisk, overraskende uden at miste sin rytmiske rolle af syne."

### Orkester
De orkestrale dele af "A Day in the Life" afspejler Lennon og McCartneys interesse for avantgardekomponister som Karlheinz Stockhausen, Luciano Berio og John Cage. For at fylde den tomme 24-takters midtersektion, var Lennons anmodning til George Martin, at orkestret skulle lave "en enorm opbygning, fra intet op til noget, der lignede verdens ende". McCartney foreslog, at musikerne improviserede over segmentet. For at dæmpe bekymring for, at klassisk uddannede musikere ikke ville være i stand til at gøre dette, skrev Martin en løs partitur for sektionen. Ved hjælp af den rytme, der blev antydet af Lennons forskudte intonation af ordene "turn you on", var partituret en udvidet, atonal crescendo, der opmuntrede musikerne til at improvisere inden for de definerede rammer. Orkesterdelen blev indspillet den 10. februar 1967 i Studio One i EMI Studios med Martin og McCartney dirigeret af et 40-mands orkester. Optagelsessessionen blev afsluttet til en samlet pris på £ 367 (svarende til £6,710 i 2019) for spillerne, en ekstravagance på det tidspunkt. Martin beskrev senere at forklare sin score til det forvirrede orkester: